# قلعة سويد (وشحة)

تعديل مصدري - تعديل

قلعة سويد هي إحدى قرى عزلة بني هني بمديرية وشحة التابعة لمحافظة حجة، بلغ تعداد سكانها 414 نسمة حسب تعداد اليمن لعام 2004.